# Aspern Nord
Aspern Nord – jedna ze stacji metra w Wiedniu na linii U2. Została otwarta 5 października 2013. 
Znajduje się w 22. dzielnicy Wiednia, Donaustadt. W przyszłości będzie stanowić węzeł komunikacyjny w systemem S-Bahn w Wiedniu.